# Willie Wood
William Vernell Wood Sr. (Washington, 23 dicembre 1936 – Washington, 3 febbraio 2020) è stato un giocatore di football americano statunitense che ha giocato nel ruolo di safety per tutta la carriera con i Green Bay Packers della National Football League (NFL). È stato inserito nella Pro Football Hall of Fame nel 1989.

## Carriera professionistica
Dopo aver giocato al college alla University of Southern California, Wood non fu scelto nel draft da nessuna squadra della National Football League. Fece un provino coi Packers prima di firmare con la squadra come free agent nel 1960. Già nella sua prima stagione fu promosso a free safety titolare, una posizione che avrebbe ricoperto fino al ritiro nel 1971.
Wood fu sempre inserito nella formazione ideale della stagione All-Pro nel periodo tra il 1962 e il 1971, venendo convocato per otto Pro Bowl e arrivando 6 volte alla finale di campionato, vincendole tutte tranne quella del 1960.
Wood partì come titolare dei Packers nel Super Bowl I contro i Kansas City Chiefs e nel Super Bowl II contro gli Oakland Raiders. Nel Super Bowl I fece registrare un intercetto chiave che contribuì a far prendere il largo ai Packers nel secondo tempo. Nel Super Bowl II, egli ritornò 5 punt per 35 yard, incluso uno da 31 yard che rimase il record del Super Bowl finché Darrell Green ritornò un punt per 34 yard nel Super Bowl XVIII. Nel 1962, Wood guidò la NFL in intercetti.
Wood terminò le sue dodici stagioni nella NFL con 48 intercetti, ritornati per 699 yard e 2 touchdown. Inoltre guadagnò 1.391 yard e segnò altri due touchdown su 187 ritorni di punt.

## Palmarès
- (3) Campionati NFL (1961, 1962, 1965)
- Vincitore del Super Bowl (I, II)
- (8) Pro Bowl (1962, 1964, 1965, 1966, 1967, 1968, 1969, 1970)
- (5) First-team All-Pro (1964, 1965, 1966, 1967, 1969)
- (2) Second-team All-Pro (1962, 1968)
- Leader della NFL in intercetti (1962)
- Formazione ideale della NFL degli anni 1960
- Pro Football Hall of Fame (classe del 1989)

## Statistiche
| Statistiche nella NFL |      |     |      |    |
| Green Bay Packers     |      |     |      |    |
| Anno                  | Gare | INT | Yard | TD |
| 1960                  | 12   | 0   | 0    | 0  |
| 1961                  | 14   | 5   | 52   | 0  |
| 1962                  | 14   | 9   | 132  | 0  |
| 1963                  | 14   | 5   | 67   | 0  |
| 1964                  | 14   | 3   | 73   | 1  |
| 1965                  | 14   | 6   | 65   | 0  |
| 1966                  | 14   | 3   | 38   | 1  |
| 1967                  | 14   | 4   | 60   | 0  |
| 1968                  | 14   | 2   | 54   | 0  |
| 1969                  | 14   | 3   | 40   | 0  |
| 1970                  | 14   | 7   | 110  | 0  |
| 1971                  | 14   | 1   | 8    | 0  |
| Totale                | 166  | 48  | 699  | 2  |